# Torrent de les Cigonyes
El Torrent de les Cigonyes és un corrent fluvial de La Selva, que neix al veïnat de Lloret Residencial, al terme municipal de Lloret de Mar i baixa pel Clot de les Cigonyes fins a desembocar en la riera de Can Sota a cota 50.